# جوزيف جاكسون فاولر
جوزيف جاكسون فاولر (بالإنجليزية: Joseph Jackson Fuller)‏ هو مبشر جامايكي، ولد في 29 يونيو 1825 في سبانيش تاون في جامايكا، وتوفي في 11 ديسمبر 1908.